# Perdita arenaria
Perdita arenaria är en biart som beskrevs av Philip Hunter Timberlake 1954. Den ingår i släktet Perdita och familjen grävbin. Inga underarter finns listade i Catalogue of Life.

## Beskrivning
Perdita arenaria är ett litet bi, honan är drygt 3 mm lång, hanen knappt 3 mm, med en framvinge som är 2 mm lång eller strax under. I övrigt har honan huvud och mellankropp som är svarta med grönaktig metallglans, munskölden (clypeus) och området just ovanför är vitt, samma gäller överläppen (labrum, sitter just nedanför munskölden) och käkarna; de senare har dock röda spetsar. Även antennernas undersida är vit, medan översidan är brunaktig. Övre delen av ansiktet har tät, vit behåring. Benen är gula med brunaktiga fötter, och vingarna är genomskinliga med ljusbruna ribbor. Bakkroppen har vit till blekgul grundfärg med ett flertal bruna fläckar.
Hanen påminner om honan, men huvud och mellankropp är ljusare, med en grönbrunmetallisk grundfärg. De markeringar som är vita hos honan är oftast helt eller delvis gula hos hanen: Exempelvis har munskölden gula kanter, antennerna gul undersida, och de flesta av honans vita ansiktmarkeringar är gula. Underläppen och käkarna är dock vita, de senare som hos honan med röda spetsar.

## Utbredning
Arten finns i Sonora- och Mojaveöknarna i södra Kalifornien, sydvästligaste Arizona och sydöstligaste Nevada i USA, samt nordligaste Baja California i Mexiko.

## Ekologi
Arten flyger till blommande växter från familjerna strävbladiga växter (släktena Nama, Cryptantha och Tiquilia), ärtväxter (släktet Prosopis) samt pockenholtsväxter (släktet Larrea). Flygtiden sträcker sig från april till maj, även om ett enstaka exemplar påträffats så sent som i september.